# Димитър Куновски
Димитър Н. Куновски е български общественик от Македония.

## Биография
Димитър Куновски е роден в 1836 година в град Дебър, тогава в Османската империя. Учи в родния си град при българския учител Йосиф Гюров Куновски. Димитър Куновски дълги години е черковно-училищен настоятел в Дебър. По време на учредяването на българската самостоятелна църква работи в Цариград. В 1917 година подписва Мемоара на българи от Македония от 27 декември 1917 година.